# Meriadoc Brandebouc
Meriadoc Brandybuck, Meriadoc Brandibouc
Vous lisez un « bon article » labellisé en 2014.
Pour les articles homonymes, voir Merry.
Cet article utilise autant que possible la nouvelle traduction de Daniel Lauzon, ce qui explique que l’on parle de Meriadoc Brandibouc.
Meriadoc Brandibouc (Meriadoc Brandybuck dans la version originale et Meriadoc Brandebouc dans la première traduction de Francis Ledoux), dit Merry, ou Kalimac Brandagamba en hobbitique, est un personnage fictif de la Terre du Milieu, lieu imaginaire du roman Le Seigneur des anneaux de J. R. R. Tolkien.
Il est un Hobbit, cousin et ami de Frodon Sacquet, qui accompagne ce dernier lorsqu'il doit quitter la Comté pour rejoindre Fondcombe et mettre l'Anneau unique à l'abri. Lorsque le conseil d'Elrond se décide finalement à détruire l'Anneau dans le feu du Mont Destin, Merry insiste jusqu'à ce qu'il soit autorisé à faire partie de la Fraternité de l'Anneau, tout comme son cousin Peregrin Touc, dit Pippin. Avec la Fraternité, il tente de franchir le Caradhras, traverse la Moria, visite la Lothlórien où Galadriel lui offre une ceinture d'argent, puis est capturé par les Uruk-hai avec son cousin Pippin alors que Boromir meurt en tentant de les protéger. Merry et Pippin parviennent à s'échapper et à se réfugier dans la forêt de Fangorn où ils rencontrent l'Ent Barbebois, avec lequel ils partent en guerre contre l'Isengard. Merry entre ensuite au service de Théoden, roi du Rohan, en tant qu'écuyer, et participe à la guerre de l'Anneau. Lors de la bataille des Champs du Pelennor, il accomplit son plus grand fait d'armes, en aidant Éowyn à abattre le Roi-Sorcier d'Angmar. De retour en Comté après la guerre, il est l'un des meneurs de la bataille de Belleau qui chasse Sharcoux. Devenu Maître du Pays de Bouc, il retourne en Rohan puis en Gondor à la fin de sa vie, et est enterré dans la Maison des Rois.
Merry apparaît dans la majorité des adaptations du Seigneur des anneaux, aussi bien radiophoniques que cinématographiques, ou sur d'autres médias. La trilogie cinématographique de Peter Jackson accentue fortement son intérêt comique, de même que celui de son cousin Pippin, trait beaucoup moins marqué dans le roman.

## Histoire
Meriadoc Brandibouc, dit Merry, naît en 2982 du Troisième Âge, ou 1382 dans le calendrier du Comté, il est un Hobbit, seul enfant de Saradoc Brandibouc et d'Esmeralda Touc, descendant donc de deux importantes familles du Comté, et destiné de fait à devenir le Maître du Pays de Bouc. Il fait partie d'un groupe d'amis, comprenant son cousin Peregrin Touc, dit Pippin, Folco Boffine, Fredegar Bolgeurre et Frodo Bessac.
Lorsque Frodo se voit obligé de préparer son départ du Comté en direction de Fondcombe, pour y porter l'Anneau unique, Merry et Fredegar s'occupent de simuler son déménagement dans le Pays de Bouc. Frodo part, accompagné par son jardinier Samsaget Gamgie, dit Sam, et de Pippin, mais Merry décide de se joindre au groupe. À Brie, ils rencontrent Aragorn qui se présente à eux sous le nom d'Arpenteur.
Lors du Conseil d'Elrond, qui décide qu'il faut détruire l'Anneau unique, Merry et Pippin insistent pour intégrer la Fraternité de l'Anneau, et ils vivent ainsi de nombreuses aventures, perdant en chemin Gandalf. Lors de l'éclatement de la Fraternité, Boromir, après s'être laissé tenter par l'Anneau, tente de se racheter en défendant, en vain et au prix de sa vie, Merry et Pippin que les Uruk-hai de Saruman cherchent à enlever.
Merry et Pippin finissent par échapper aux Uruk-hai. Ils rencontrent l'Ent Barbebois dans la forêt de Fangorn — qui leur fait boire un breuvage les faisant tous deux devenir les plus grands Hobbits de tous les temps —, et arrivent à décider ceux de son espèce à attaquer l'Isengard. Ils sont ensuite récupérés par Gandalf — qu'ils croyaient mort — qui les emmène à la Gorge de Helm vivre la bataille de la Ferté-au-Cor. Merry reste avec Aragorn et les Rohirrim, tandis que Pippin part avec Gandalf vers Minas Tirith. Il devient progressivement ami avec le roi Théoden, qui fait de lui son écuyer. Le roi refuse cependant que Merry parte pour la bataille des Champs du Pelennor, mais Éowyn, sa nièce, le prend avec elle. Peu utile durant la bataille, Merry permet cependant à Éowyn d'abattre le Roi-Sorcier, en poignardant ce dernier avec une lame d'Occidentale. Le coup porté au Nazgûl et l'effet de son souffle noir blessent Merry qui est ranimé par Aragorn dans les Maisons de Guérison.
Trop faible, il ne part pas pour la bataille de la Porte Noire. Après la destruction de l'Anneau et la chute de Sauron, il est de retour avec les trois autres Hobbits en Comté, où il est l'un des meneurs de la bataille de Belleau, qui libère la Comté des sbires de Sharcoux. Il est, par la suite, appelé Meriadoc le Magnifique. À la mort de son père, en 11 Q. Â., il devient le Maître du Pays de Bouc et deux années après, avec le Thain Pippin et le Maire Samsagace Gamegie, il est nommé Conseiller du Royaume du Nord par le roi Aragorn II Elessar.
Par la suite, Meriadoc écrit plusieurs ouvrages témoignant d'une culture et d'une curiosité considérables, tels qu'un Herbier du Comté, dont la section À propos de l’herbe à pipe est extraite, ainsi que d'autres, comme Mots et noms anciens du Comté sur les rapports entre la langue des Hobbits et celle des Rohirrim. En 63 Q. Â., âgé de 102 ans, il part de la Comté avec Pippin vers le Rohan, appelé par le roi Éomer. Ils assistent à la mort de ce dernier à l'automne, puis descendent vers le Gondor, où ils décèdent peu de temps après et sont tous deux inhumés dans la Maison des Rois. Aragorn II Elessar décède en 120 Q. Â. et il est dit qu'il est enterré à leurs côtés.

## Personnage

### Conception et évolution
Tolkien prend beaucoup de temps pour choisir les noms des Hobbits, ainsi que leur arbre généalogique, sauf dans le cas de Merry, pour qui tout est fixé dès l'un des premiers brouillons du chapitre mettant en scène Tom Bombadil. Il est auparavant appelé Marmaduke, mais est dès le début reconnu comme de bonne naissance.

### Caractéristiques
Bien que Tolkien ne le dise pas explicitement, le lecteur comprend dans les premiers chapitres que Merry a reçu une éducation fine. Il est issu d'une famille importante du Comté, étant le seul fils du Maître du Pays de Bouc, et se destine à y tenir un noble rôle. C'est un personnage cultivé, qui sait discuter de nombreux sujets. Il se passionne pour les cartes et les livres, il connaît également de nombreuses histoires sur le Comté. Il est aussi un grand organisateur et il est doté d'un esprit vif.
Merry possède une notion de la « famille » assez développée. Il garde un lien étroit avec Pippin, mais il est surtout celui qui fait de son mieux pour aider Frodo, l'accompagnant dans la Quête de l'Anneau alors que ce n'est pas la sienne, prêt à se battre non pour la gloire mais pour défendre ses amis. Il est celui qui participe le plus au départ de Frodo du Comté. Il est d'ailleurs le seul à avoir découvert l'existence de l'Anneau Unique que Bilbo, puis Frodo, tenaient secrète.
Lors du départ de la Comté, Merry a trente-six ans, soit trois ans de plus que l'âge de la majorité pour un Hobbit.

### Noms et titres
Dans la préface et les appendices du Seigneur des anneaux, Tolkien se présente comme un traducteur contemporain du Livre rouge de la Marche de l'Ouest rédigé par Bilbo et Frodo, et explique qu'il a même traduit les noms en anglais. Il explique que « Meriadoc Brandybuck » n'est pas le vrai nom du personnage, mais que c'est la traduction qu'il a choisie du nom occidentalien « Kalimac Brandagamba ».
Le surnom « Merry » est l'équivalent de son surnom supposé réel, « Kali », qui signifie « agréable, joyeux ». « Meriadoc » est simplement un nom pour lequel il existe un surnom signifiant « joyeux ». Le choix de « Meriadoc » pourrait être une allusion au légendaire chef breton Conan Mériadec, fondateur de la Maison de Rohan, car le personnage de Merry est très proche du royaume de Rohan de Tolkien. Pour Paula Marmor, qui a étudié les Hobbits, si le Comté peut être assimilé au sud-est de l'Angleterre, le Pays de Bouc renverrait plutôt à l'Armorique. Le choix du nom de « Meriadoc », rappelant le « Connanus Meriadocus » cité par Geoffroy de Monmouth dans son Historia regum Britanniae, s'inscrirait dans cette logique de rapprochement.
Le nom « Brandybuck » serait l'équivalent anglais de « Brandagamba ». Ce dernier aurait pu être traduit par « marchbuck » (« march » dans le sens archaïque de « bordure »), mais Tolkien aurait préféré garder une similitude avec le nom de la rivière « Branda-nîn » (« Baranduin » en sindarin), dont le nom anglais est « Brandywine » (pour refléter son nom alternatif, « Bralda-hîm », littéralement « bière capiteuse », en référence à sa couleur marron-or).
Théoden appelle Merry « Holdwine », et le Hobbit est connu comme tel dans les archives du Rohan. Ce nom dérive probablement des mots en vieil anglais « hold » et « wine », qui signifient respectivement « fidèle » et « ami ».

### Arbre généalogique simplifié
|  |  |               |               |               |               |               |               |               |               |                |                |                |                |                     |                     |                     |                     |                     |                     |                    |                    |                    |                    |  |  |                    |                    |                    |                    |                    |                    |              |              |                    |                    |                    |                    |                    |                    |  |  |  |  |
|  |  |               |               |               |               |               |               |               |               |                |                |                |                |                     |                     |                     |                     |                     |                     |                    |                    |                    |                    |  |  |                    |                    |                    |                    |                    |                    |              |              |                    |                    |                    |                    |                    |                    |  |  |  |  |
|  |  |               |               |               |               | Adalgrim Touc | Adalgrim Touc | Adalgrim Touc | Adalgrim Touc | Adalgrim Touc  | Adalgrim Touc  |                |                |                     |                     |                     |                     | Rorimac Brandibouc  | Rorimac Brandibouc  | Rorimac Brandibouc | Rorimac Brandibouc | Rorimac Brandibouc | Rorimac Brandibouc |  |  | Primula Brandibouc | Primula Brandibouc | Primula Brandibouc | Primula Brandibouc | Primula Brandibouc | Primula Brandibouc |              |              | Drogo Bessac       | Drogo Bessac       | Drogo Bessac       | Drogo Bessac       | Drogo Bessac       | Drogo Bessac       |  |  |  |  |
|  |  |               |               |               |               | Adalgrim Touc | Adalgrim Touc | Adalgrim Touc | Adalgrim Touc | Adalgrim Touc  | Adalgrim Touc  |                |                |                     |                     |                     |                     | Rorimac Brandibouc  | Rorimac Brandibouc  | Rorimac Brandibouc | Rorimac Brandibouc | Rorimac Brandibouc | Rorimac Brandibouc |  |  | Primula Brandibouc | Primula Brandibouc | Primula Brandibouc | Primula Brandibouc | Primula Brandibouc | Primula Brandibouc |              |              | Drogo Bessac       | Drogo Bessac       | Drogo Bessac       | Drogo Bessac       | Drogo Bessac       | Drogo Bessac       |  |  |  |  |
|  |  |               |               |               |               |               |               |               |               |                |                |                |                |                     |                     |                     |                     |                     |                     |                    |                    |                    |                    |  |  |                    |                    |                    |                    |                    |                    |              |              |                    |                    |                    |                    |                    |                    |  |  |  |  |
|  |  |               |               |               |               |               |               |               |               |                |                |                |                |                     |                     |                     |                     |                     |                     |                    |                    |                    |                    |  |  |                    |                    |                    |                    |                    |                    |              |              |                    |                    |                    |                    |                    |                    |  |  |  |  |
|  |  | Paladin Touc  | Paladin Touc  | Paladin Touc  | Paladin Touc  | Paladin Touc  | Paladin Touc  |               |               | Esmeralda Touc | Esmeralda Touc | Esmeralda Touc | Esmeralda Touc | Esmeralda Touc      | Esmeralda Touc      |                     |                     | Saradoc Brandibouc  | Saradoc Brandibouc  | Saradoc Brandibouc | Saradoc Brandibouc | Saradoc Brandibouc | Saradoc Brandibouc |  |  |                    |                    |                    |                    | Frodo Bessac       | Frodo Bessac       | Frodo Bessac | Frodo Bessac | Frodo Bessac       | Frodo Bessac       |                    |                    |                    |                    |  |  |  |  |
|  |  | Paladin Touc  | Paladin Touc  | Paladin Touc  | Paladin Touc  | Paladin Touc  | Paladin Touc  |               |               | Esmeralda Touc | Esmeralda Touc | Esmeralda Touc | Esmeralda Touc | Esmeralda Touc      | Esmeralda Touc      |                     |                     | Saradoc Brandibouc  | Saradoc Brandibouc  | Saradoc Brandibouc | Saradoc Brandibouc | Saradoc Brandibouc | Saradoc Brandibouc |  |  |                    |                    |                    |                    | Frodo Bessac       | Frodo Bessac       | Frodo Bessac | Frodo Bessac | Frodo Bessac       | Frodo Bessac       |                    |                    |                    |                    |  |  |  |  |
|  |  |               |               |               |               |               |               |               |               |                |                |                |                |                     |                     |                     |                     |                     |                     |                    |                    |                    |                    |  |  |                    |                    |                    |                    |                    |                    |              |              |                    |                    |                    |                    |                    |                    |  |  |  |  |
|  |  |               |               |               |               |               |               |               |               |                |                |                |                |                     |                     |                     |                     |                     |                     |                    |                    |                    |                    |  |  |                    |                    |                    |                    |                    |                    |              |              |                    |                    |                    |                    |                    |                    |  |  |  |  |
|  |  | Peregrin Touc | Peregrin Touc | Peregrin Touc | Peregrin Touc | Peregrin Touc | Peregrin Touc |               |               |                |                |                |                | Meriadoc Brandibouc | Meriadoc Brandibouc | Meriadoc Brandibouc | Meriadoc Brandibouc | Meriadoc Brandibouc | Meriadoc Brandibouc |                    |                    |                    |                    |  |  | Estella Bolgeurre  | Estella Bolgeurre  | Estella Bolgeurre  | Estella Bolgeurre  | Estella Bolgeurre  | Estella Bolgeurre  |              |              | Fredegar Bolgeurre | Fredegar Bolgeurre | Fredegar Bolgeurre | Fredegar Bolgeurre | Fredegar Bolgeurre | Fredegar Bolgeurre |  |  |  |  |
|  |  | Peregrin Touc | Peregrin Touc | Peregrin Touc | Peregrin Touc | Peregrin Touc | Peregrin Touc |               |               |                |                |                |                | Meriadoc Brandibouc | Meriadoc Brandibouc | Meriadoc Brandibouc | Meriadoc Brandibouc | Meriadoc Brandibouc | Meriadoc Brandibouc |                    |                    |                    |                    |  |  | Estella Bolgeurre  | Estella Bolgeurre  | Estella Bolgeurre  | Estella Bolgeurre  | Estella Bolgeurre  | Estella Bolgeurre  |              |              | Fredegar Bolgeurre | Fredegar Bolgeurre | Fredegar Bolgeurre | Fredegar Bolgeurre | Fredegar Bolgeurre | Fredegar Bolgeurre |  |  |  |  |

## Critique et analyse

### Duo avec Pippin
Merry et Pippin forment un couple de personnages en apprentissage. Ils sont très proches, au point que certaines actions et paroles initialement rédigées pour Pippin sont ensuite attribuées à Merry, mais ils possèdent chacun une personnalité propre. Comme Sam, Merry et Pippin permettent régulièrement à J. R. R. Tolkien de détendre les lecteurs. Les Hobbits sont décrits dès le début du roman comme bons-vivants, mais chaque rôle a ses moments comiques.
Merry et Pippin sont les personnages qui grandissent le plus en maturité. Ils sont les plus proches du héros littéraire typique, leur histoire suivant la séquence départ–initiation–retour décrite par Joseph Campbell, bien que les personnages aient été adaptés pour correspondre plus au héros contemporain. Les deux ont quelque chose à apprendre : Pippin doit dominer ses instincts, alors que Merry doit prendre confiance en lui.
Tolkien fait apparaître leur apprentissage en faisant boire aux deux un breuvage des Ents, qui les fait devenir les plus grands Hobbits. Un peu plus tard, les deux Hobbits racontent leur histoire, ils ont pu la faire mûrir. Bien qu'Aragorn reprenne certains détails, ils savent fournir des analyses d'eux-mêmes, comme « Je ne sais pas ce que Saroumane crut qu'il se passait ; mais, quoi qu'il en soit, il ne sut que faire » de Merry, repris un peu après par Pippin : « Et de toute façon, il ne les comprenait pas, et il a commis une grave erreur de ne pas en tenir compte dans ses calculs. ».
Après avoir été séparés dans le cinquième livre, ils sont remis en parallèle : tandis que Merry s'attache au roi du Rohan, disant à Théoden « Vous serez pour moi comme un père », Pippin se retrouve à servir auprès de l'intendant du Gondor, Denethor,.

### Armes
L'épée de Merry est détruite par le sang du Roi-Sorcier :

« Or son arme se trouvait bien sur le sol, mais la lame fumait comme une branche sèche jetée au feu ; et comme il la regardait, elle se tordit, se dessécha, et fut consumée. »

Or dans Beowulf, l'épée de Beowulf, forgée au temps des géants, fond après avoir été trempée dans le sang de la mère de Grendel, descendante de Caïn (vers 1492-1504). Cette scène contribue donc à l'inscription du Seigneur des anneaux dans une culture littéraire médiévale. Une lame brisée est toujours annonciatrice de malheur, et Merry s'aperçoit en effet qu'il est gravement blessé peu après que la lame se soit consumée.

## Adaptations

### Cinématographiques

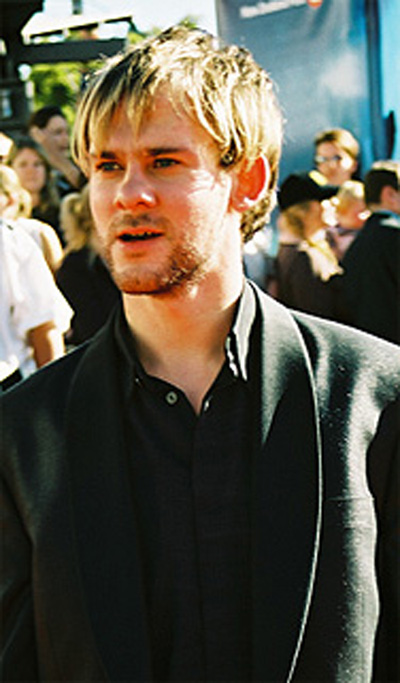
Dominic Monaghan interprète Merry dans l'adaptation de Peter Jackson.

Dans le film d'animation de 1978 adapté du Seigneur des anneaux par Ralph Bakshi, Merry est doublé par Simon Chandler en version originale, et par Georges Poujouly en version française. Pour la rotoscopie, on sait que Bakshi a utilisé l'acteur Billy Barty pour plusieurs hobbits, mais il n'est pas dit que ce soit le cas pour Merry. Dans les premières versions du script de chez United Artists, l'organisation était modifiée : l'histoire commençait par la rencontre entre l'Ent Sylvebarbe et le duo Merry et Pippin, et ces deux derniers avaient alors le rôle de narrateurs de l'histoire de la Communauté.
Dans le dessin animé de 1980 The Return of the King de Jules Bass et Arthur Rankin Jr., peu de personnages sont crédités, Merry est doublé par Casey Kasem, animateur de radio et voix du personnage de Sammy dans Scooby-Doo. Le scénario est modifié sur de nombreux points : on y voit Merry envoyé à Théoden de Minas Tirith comme messager porteur de la Flèche Rouge, à la suite de quoi il combat aux côtés de Pippin lors de la bataille des Champs de Pelennor.
Dans la trilogie cinématographique de Peter Jackson, sortie entre 2001 et 2003, le rôle de Merry est tenu par l'acteur britannique Dominic Monaghan. Le personnage est différent de celui du livre. Son rôle est réduit, autant en nombre de scènes qu'en importance. Il gagne en effet un aspect comique, et paraît à la fois plus jeune et plus sensible à la guerre que dans le livre. Son départ de la Comté est précipité, il n'y a pas de préparations aussi calculées que dans le livre, et il ne prend conscience des dangers que progressivement par la suite. Dans la version française c'est l'acteur Vincent Ropion qui lui prête sa voix.
Son aspect le plus développé devient celui de « grand frère » ou de « parent » de Pippin. En effet lorsque ce dernier demande à manger dans la Moria, Merry répond immédiatement à son besoin. Dans Les Deux Tours, alors qu'ils sont dans la forêt de Fangorn, Pippin demande « Quel est ce bruit ? », et c'est à Merry de se souvenir les vieilles histoires sur les arbres. Lorsqu'ils sont prisonniers des Orques, Merry s'inquiète pour ce que son cousin plus impulsif risque de faire.
Dans la version cinéma du Retour du roi, on ne voit pas Merry offrir ses services à Théoden : de fait, il se retrouve dans la bataille presque par hasard. Ceci est "corrigé" dans la version longue. Par la suite, il accompagne l'armée vers la Porte Noire, alors que dans le livre, il reste à Minas Tirith pour guérir de sa blessure reçue lors de la tentative de tuer le Roi-Sorcier d'Angmar.

### Radiophoniques
Dans l'adaptation radiophonique diffusée sur la BBC Radio 4 en 1955 et 1956, Michael Collins prête sa voix à Merry.
Dans l'adaptation diffusée sur la National Public Radio en 1979, Merry est interprété par Pat Franklyn.
L'adaptation radiophonique diffusée sur la BBC Radio 4 en 1981, fait appel à l'acteur Richard O'Callaghan, dont c'est l'un des seuls rôles à la radio, pour le doubler.
En 1992, pour Tales from the Perilous Realm, une adaptation radiographique des contes de Tolkien, c'est Matthew Morgan qui double Merry pour les deux épisodes des Aventures de Tom Bombadil[réf. nécessaire].

### Autres
Merry apparaît également dans plusieurs jeux vidéo, notamment dans La Communauté de l'anneau, sorti fin 2002, où il est doublé par Quinton Flynn, ou encore Le Seigneur des anneaux : La Quête d'Aragorn, sorti en 2010, dans lequel les acteurs américains Eric Artell et Andy Pessoa lui prêtent leur voix.
Le personnage a également inspiré les illustrateurs, comme John Howe, Catherine Karina Chmiel, Michael Wm. Kaluta, Stephen Hickman ou encore Ted Nasmith.
Games Workshop en a réalisé plusieurs figurines pour son jeu de bataille Le Seigneur des anneaux, la plupart formant un lot avec Pippin,, certaines avec la totalité de la communauté de l'Anneau,, mais aussi de scènes plus spécifiques, comme l'embuscade à Amon Hen ou la rencontre avec Sylvebarbe.